# Viva La Bam
Viva La Bam ist eine US-amerikanische Reality-TV-Fernsehserie. Mittelpunkt der Sendung sind der aus Jackass bekannte Bam Margera mit seiner Familie, sowie einige Mitglieder der „CKY-Crew“. Die Sendung weist in Sachen Humor, Stunts und Darstellern viele Ähnlichkeiten zur TV-Serie Jackass, sowie deren Filmablegern auf. Zwischen 2003 und 2005 wurden insgesamt fünf Staffeln gedreht. Das Titellied der Serie heißt „The King of Rock 'n' Roll“ und ist vom Gitarristen der Band HIM, Mikko Lindström.

## Beschreibung
Das Motto lautet zu Beginn jeder Sendung lautet: „Bam Margera – what will he do next?“ – „Whatever the fuck I want!“ („Was wird er als Nächstes tun?“ – „Was auch immer zum Teufel ich will!“).
In jeder Folge verüben Margera und seine Freunde Brandon DiCamillo, Rake Yohn, Ryan Dunn, und Raab Himself mehrere Streiche – hauptsächlich an Margeras Eltern Phil und April, sowie an Onkel Don Vito. Bam hängt beispielsweise ein Auto an einen Baum, lässt das gesamte Haus zum Skatepark umbauen, lädt einen Zirkus-Elefanten ein, oder bestellt sich eine ganze Armee zu seinem Haus, um mit ihr eine Schlacht aus dem amerikanischen Bürgerkrieg nachzuspielen.
In der Show spielt vor allem Bams übergewichtiger Onkel Don Vito eine Rolle, indem er öfter das Opfer von Streichen ist und selbst bei gewonnenen Wetten als Verlierer dasteht. Auch Bams Mutter ist oft der Auslöser für diverse Wettkämpfe und Aktionen.
Am Ende der ersten Staffel verkündete Margera, dass sie aus der Nachbarschaft geworfen worden seien. Daraufhin kaufte er in der zweiten Staffel ein kleines Schloss, in welches seine Eltern und Freunde einzogen.

## Gastauftritte (Auswahl)
In Gastauftritten zu sehen waren unter anderem:
- Johnny Knoxville
- Tony Hawk
- Matt Hoffman
- Bucky Lasek
- Bob Burnquist
- Turbonegro
- Jimmy Pop / Bloodhound Gang
- Dave Grohl
- Jack Osbourne
- Ville Valo
- HIM
- Cradle of Filth
- Metal Mulisha
- Gwar
- Slayer
- Mike Vallely
- Die Dudesons
- Billy Idol
- Sean Penn
- Danny Way

## Episoden
| 1 | 26.10.2003 | Phil’s Hell Day/Bam’s Skate Park  |
| 1 | Bam versucht im ersten Teil, Phil zum Durchdrehen zu bringen, und baut eine Feuerwehrstange ins Haus ein; im zweiten Teil der Folge gestaltet er sein ganzes Haus mit Skaterampen und lädt Top-Skater wie Tony Hawk und Bucky Lasek ein. |                                   |
| 2 | 02.11.2003 | Don’t Feed Phil                   |
| 2 | Da Phil zu schwer für seine Waage ist, beschließt Bam, dass Phil einen Tag ohne Essen aushalten muss, doch als Don Vito als Aufpasser dran ist, geht das ganze nach hinten los…                                                          |                                   |
| 3 | 09.11.2003 | Family Reunion                    |
| 3 | Bam beschließt, die Familie zu einem Essen einzuladen, und baut sich eine Zugtür und eine riesige Mauer. |                                   |
| 4 | 16.11.2003 | Viva Las Vegas                    |
| 4 | Bam und die Crew gehen nach Las Vegas, wo Bam und Vito sich tätowieren lassen und Raab eine russische Internet-Braut heiratet. |                                   |
| 5 | 23.11.2003 | Paint Phil Blue and Other Stories |
| 5 | In dieser Folge malt Bam die Küche und Phil komplett in Blau an, dann gräbt er einen Tunnel in Don Vitos Haus. Danach stylen er und Ryan Dunn Aprils Auto auf.                                                                           |                                   |
| 6 | 30.11.2003 | Very Merry Margera Christmas      |
| 6 | Bam will das verrückteste Weihnachten aller Zeiten haben, darum baut er sich eine Eislaufbahn ins Haus und beschmückt das Haus mit riesigen Weihnachtsbeleuchtungen.                                                                     |                                   |
| 7 | 28.11.2003 | April’s Revenge                   |
| 7 | Bam will April, Phil und Don Vito auf Three Mile Island für 24 Stunden sitzen lassen, doch April riecht den Braten und dreht den Spieß um.                                                                                               |                                   |
| 8 | 07.12.2003 | Scavenger Hunt                    |
| 8 | In dieser Folge veranstaltet Bam eine Schnitzeljagd mit den Teams: Gnar Kill, Lady Boy, Policia und der Bloodhound Gang; der Gewinner darf mit Aprils Klavier machen was er will.                                                        |                                   |

| 1 | 25.04.2004 | Castle Bam           |
| 1 | Da Bam aus seinem alten Haus geworfen wird, sucht er in dieser Folge ein neues, doch er geht mit der Crew nach Amsterdam, um sich CKY anzusehen. Aprils Gestaltung gefällt Bam gar nicht…                                 |                      |
| 2 | 02.05.2004 | Dating Don Vito      |
| 2 | Hier sucht Bam Don Vito ein Date für das Slayer Konzert in seinem Haus, doch für Don Vito lässt sich schwer etwas finden.                                                                                                 |                      |
| 3 | 09.05.2004 | Fat Boy Face Off     |
| 3 | Da ein Armdrück-Duell zwischen Phil und Don Vito unentschieden ausgegangen ist, veranstaltet Bam einer Fatboy Faceoff zwischen den beiden. Phil spielt um Aprils geliebten Porzellanschrank und Don Vito um seinen Truck. |                      |
| 4 | 16.05.2004 | Mardi Gras 1         |
| 4 | Hier beschließt Bam, einen Trip zum Mardi Gras zu machen, doch da sie bei jedem Skatepark stoppen, wird es knapp es zu schaffen.                                                                                          |                      |
| 5 | 23.05.2004 | Mardi Gras 2         |
| 5 | Hier beschließt Bam einen Trip zum Mardi Gras zu machen, doch da sie bei jedem Skatepark stoppen, wird es knapp es zu schaffen.                                                                                           |                      |
| 6 | 30.05.2004 | Community Disservice |
| 6 | Bam und April beschließen ein Duell zu machen wo jeder etwas für Kinder, Senioren, Phil, das Allgemeinwohl, und die Umwelt machen muss.                                                                                   |                      |
| 7 | 06.06.2004 | Tree Top Casino      |
| 7 | In dieser Folge eröffnet Bam mit Fast Eddie (Brandon DiCamillo) sein eigenes Casino. |                      |
| 8 | 13.06.2004 | Demo Derby           |
| 8 | In dieser Folge veranstalten Bam, Tim Glomb, Raab Himself, Don Vito und Ryan Dunn ein Demolition Derby und der Sieger bekommt ein Kriegsfahrzeug.                                                                         |                      |

| 1 | 24.10.2004 | Driveway Skatepark |
| 1 | Hier gehen Bam und die Crew nach Hollywood um Souvenirs für den Snakerun Driveaway zu finden, letztendlich muss Bam seinen Onkel Don Vito jedoch vor dem Gefängnis retten.                           |                    |
| 2 | 31.10.2004 | Uncivil War        |
| 2 | Da Bam eine Kanonenkugel in seinem Garten findet, beschließt er, den Strom abzustellen und zu leben als ob es 1899 wär.                                                                              |                    |
| 3 | 07.11.2004 | Fort Knoxville     |
| 3 | Hier leistet Bam sich mit Johnny Knoxville den "Krieg der Streiche". |                    |
| 4 | 14.11.2004 | Rockstars          |
| 4 | Phil und Don Vito werden in dieser Folge als Rockstars aufgedresst, als sie jedoch Karaoke singen, hat Bam zum ersten Mal Angst um seine Sendung.                                                    |                    |
| 5 | 21.11.2004 | Mutiny on the Bam  |
| 5 | Bam verspricht April einen Trip auf einem Luxusschiff, das sich jedoch als Piratenschiff herausstellt.                                                                                               |                    |
| 6 | 28.11.2004 | Angry Ape          |
| 6 | Wenn Ape es schafft 24 Stunden ohne zu nörgeln auszuhalten, kauft Bam ihr was sie will. |                    |
| 7 | 05.12.2004 | Mall of Bam        |
| 7 | Bam hat eine Skatedemo in der Mall of America und gibt jeden aus seiner Crew 100$ um sie so sinnlos wie möglich zu verprassen. Allerdings wissen sie nicht, dass sie in der Mall übernachten werden. |                    |
| 8 | 12.12.2004 | Bamiature Golf     |
| 8 | In dieser Folge leisten sich Bam und Don Vito ein Minigolfduell, wenn Vito gewinnt, darf Bam kein Auto mehr von ihm schrotten.                                                                       |                    |

| 1 | 06.03.2005 | Viva La Europe 1 |
| 1 | Bam und die Crew gehen nach Europa, um April und Phil einen schönen Hochzeitstag zu geben.                                              |                  |
| 2 | 13.03.2005 | Viva La Europe 2 |
| 2 | Bam und die Crew gehen nach Europa, um April und Phil einen schönen Hochzeitstag zu geben.                                              |                  |
| 3 | 20.03.2005 | CKY Get Jobs     |
| 3 | Da die Heizkosten der Margeras zu hoch sind, versucht die CKY Crew Jobs zu finden…                                                      |                  |
| 4 | 27.03.2005 | State of Bam     |
| 4 | Bam gründet seinen eigenen Staat mit Dico als Bürgermeister…                                                                            |                  |
| 5 | 03.04.2005 | Bam on the Bayou |
| 5 | Bam reist mit seiner Crew an einen Bayou und veranstaltet natürlich nur verrückte Sachen.                                               |                  |
| 6 | 10.04.2005 | Groundhog Day    |
| 6 | Bam und die Crew gehen zum Groundhog-Day an eine öffentliche Veranstaltung und am Ende findet ein Schneerennen zwischen der Crew statt. |                  |
| 7 | 17.04.2005 | Mexico           |
| 7 | Bam geht mit seiner Crew nach Mexiko und weil Dico und Don Vito nicht mitgehen, lädt Bam die Dudesons ein.                              |                  |
| 8 | 24.04.2005 | CKY Challenge    |
| 8 | Die Crew spielt um Bams Staat. |                  |

| 1 | 26.06.2005 | Viva La Brazil          |
| 1 | Bam beschließt nach Brasilien zu reisen, wovon Don Vito nicht begeistert ist.                                                            |                         |
| 2 | 03.07.2005 | Ape’s Birthday Surprise |
| 2 | Da April Geburtstag hat, beschließt Bam ihr von jedem Jahrzehnt ihres Lebens eine Erinnerung zurückzugeben.                              |                         |
| 3 | 10.07.2005 | Vito’s Revenge          |
| 3 | Vito hat genug von Bam und holt Mike Vallely zu sich, um die CKY Crew aufzumischen.                                                      |                         |
| 4 | 17.07.2005 | Metal Mulisha           |
| 4 | Die Metal Muslisha kommt nach Westchester und Vito will ihr beitreten.                                                                   |                         |
| 5 | 24.07.2005 | Limo vs. Lambo          |
| 5 | Bam und Ryan Dunn wollen ein Rennen fahren jedoch wird Bams Lamborghini einen Tag vor dem Rennen geklaut…                                |                         |
| 6 | 31.07.2005 | Where’s Vito?           |
| 6 | Don Vito klaut Bams Hummer und verschwindet damit.                                                                                       |                         |
| 7 | 07.08.2005 | Bam on the River        |
| 7 | Bam und die CKY Crew wollen mit Booten den Delaware überqueren, doch Vito ist ziemlich pessimistisch.                                    |                         |
| 8 | 14.08.2005 | Finlandia               |
| 8 | Bam und die Crew gehen in der letzten Folge von Viva La Bam nach Finnland, um Raabs russische Braut zu finden und zum Ruisrock zu gehen. |                         |